# Phare de Bamburgh
Le phare de Bamburgh est un phare situé sur le rivage rocheux de Black Rock Point, proche de Bamburgh dans le comté du Northumberland en Angleterre.
Ce phare est géré par le Trinity House Lighthouse Service à Londres, l'organisation de l'aide maritime des côtes de l'Angleterre.

## Histoire
Le phare Bamburgh a été construit par la Trinity House en 1910 pour aider la navigation de la côte du Northumberland et dans les eaux autour des Îles Farne. Il a été largement modernisé en 1975 et il est maintenant contrôlé par le Centre de Harwich. La maintenance ordinaire est effectuée par un préposé local. C'est le phare terrestre le plus du nord en Angleterre. Il n'y a jamais eu de maison de gardien sur cette station lègère.
À l'origine, la lumière avait été montée sur une tour métallique qui était érigé à côté de la construction blanche contenant les réserves d'acétylène pour faire fonctionner la lampe. Un dispositif semblable peut être encore vu aujourd'hui au Phare de Peninnis. À l'électrification de 1975 la tour a été enlevée et la lanterne a été placée sur la terrasse du bâtiment technique.
Identifiant : ARLHS : ENG-004 - Amirauté : A2810 - NGA : 2252.

### Lien connexe
- Liste des phares en Angleterre